# Hörsne prästänge
Hörsne prästänge är ett naturreservat i Hörsne socken i Region Gotland på Gotland.
Området är naturskyddat sedan 1986 och är 10 hektar stort. Reservatet består av ett ängs- och lövskogsområde.